# Доу Мяо
Доу Мяо (кит. трад. 竇妙, ? — 172) — императрица из династии Хань, третья супруга императора Хуань-ди. После смерти Хуань-ди как вдовствующая императрица выбрала новым императором юного Лин-ди и некоторое время исполняла обязанности регента. Была свергнута вместе со своим отцом Доу У в результате устроенного евнухами переворота.

## Биография
Доу Мяо была старшей дочерью Доу У. В 165 году, предположительно в возрасте 12 лет, она вошла в гарем императора Хуань-ди. Она быстро стала «уважаемой госпожой» (貴人) — самый высокий ранг для наложницы, и 10 декабря этого же года была провозглашена императрицей вместо умершей в тюрьме Дэн Мэннюй. Брак был политически мотивирован, и император пошёл на него под давлением министров Чэнь Фаня и Ин Фэна, которые настаивали, что императрицей должна стать представительница знатной семьи, и Доу Мяо была выбрана как самый подходящий кандидат. Её отец Доу У был тех же взглядов, что и реформистски настроенные министры, чьё положение усилилось после того, как ряд коррумпированных евнухов оказался в опале. Доу У был сразу же пожалован высокими титулами и званиями и стал важным союзником Чэнь Фаня.
Хуань-ди не интересовался императрицей Доу, и едва ли её вообще посещал. Его любимой наложницей была Тянь Шэн, которая была низкого происхождения, и он предпочитал разделять ложе с ней и восемью другими наложницами. Однако, хотя в это время у императора родились две дочери, долгожданный наследник так и не появился. 25 января 168 года император Хуань-ди умер. Умирая, он назначил Тянь Шэн и её спутниц «уважаемыми госпожами» (貴人). Однако, не успели его похоронить, как Доу Мяо убила Тянь Шэн, и только вмешательство евнухов Гуань Ба и Су Кана спасло остальные восемь. После смерти Хуань-ди Доу Мяо и её отец получили власть над правительством.
По ханьским обычаям при отсутствии прямого наследника вдовствующая императрица могла свободно выбирать нового императора среди младших ветвей императорской фамилии. Доу Мяо обратилась к своему отцу. Их интересовали потомки Хэяньского вана Лю Кая, сына императора Чжан-ди. Они спросили совета у Лю Шу, который занимал невысокую должность императорского служащего в цензорате, но был родом из этой земли. По его совету они выбрали Лю Хуна, и 17 февраля 168 года он стал императором.
Новому императору — Лин-ди было немногим больше 10 лет, и Доу получили возможность раздавать должности и титулы по своему желанию. Доу У стал «главным генералом» (大將軍), а Чэнь Фань — великим воспитателем. Члены клана Доу стали назначаться на важные военные и полицейские должности в районе столицы. Теперь Чэнь Фань и Доу У собирались уничтожить власть евнухов, но под влиянием евнуха Цао Цзе императрица отклонила их предложения.
С течением времени неудовлетворённость реформистов росла, и Доу У начал готовить переворот, чтобы уничтожить евнухов силовым путём, но евнухи ударили первыми. Осенью 168 года они убедили императора издать указ против их врагов, схватили и убили Чэнь Фаня. С помощью генерала Чжан Хуаня они убедили войска Доу У оставить его, и он покончил жизнь самоубийством. Все члены клана Доу были убиты или высланы далеко на юг, на территорию современного Вьетнама. Реформистскую партию постигла та же участь.
Доу Мяо была посажена под домашний арест в Облачной Террасе Южного Дворца в Лояне. Евнухи плохо с ней обращались, и Чжан Хуань выразил протест. Однако, несмотря на поручение императора её положение особенно не улучшилось. Зимой 171 года Лин-ди сам посетил её, чтобы отдать ей дань уважения за то, что она возвела его на трон. Тогда евнух Дэн Мэн снова указал на плохое обращение, и император выделил ей большее снабжение продовольствием и предметами. Евнухи Цао Цзе и Ван Фу, однако, отомстили ему, выдвинув против него обвинение в непочтительности. Дэн Мэн был казнён.
После повышения Цао Цзе её заключением стал распоряжаться Хоу Лань. В 172 году её мать умерла в южной ссылке. Говорится, что после этого Доу Мяо заболела от горя, и 18 июля умерла. Возможно, смерть не была естественной. Примерно в это же время Хоу Ланя обвинили в превышении полномочий, сняли с должности и приговорили к самоубийству. Неизвестно, было ли это связано со смертью Мяо.
Цао Цзе и Ван Фу настаивали, что хоронить её нужно как «уважаемую госпожу», но после дебатов между евнухами и министрами Лин-ди решил, что её нужно похоронить с почестями подобающими императрице. Доу Мяо похоронили в той же гробнице, что и её супруга Хуань-ди.